# Gökay Akbulut

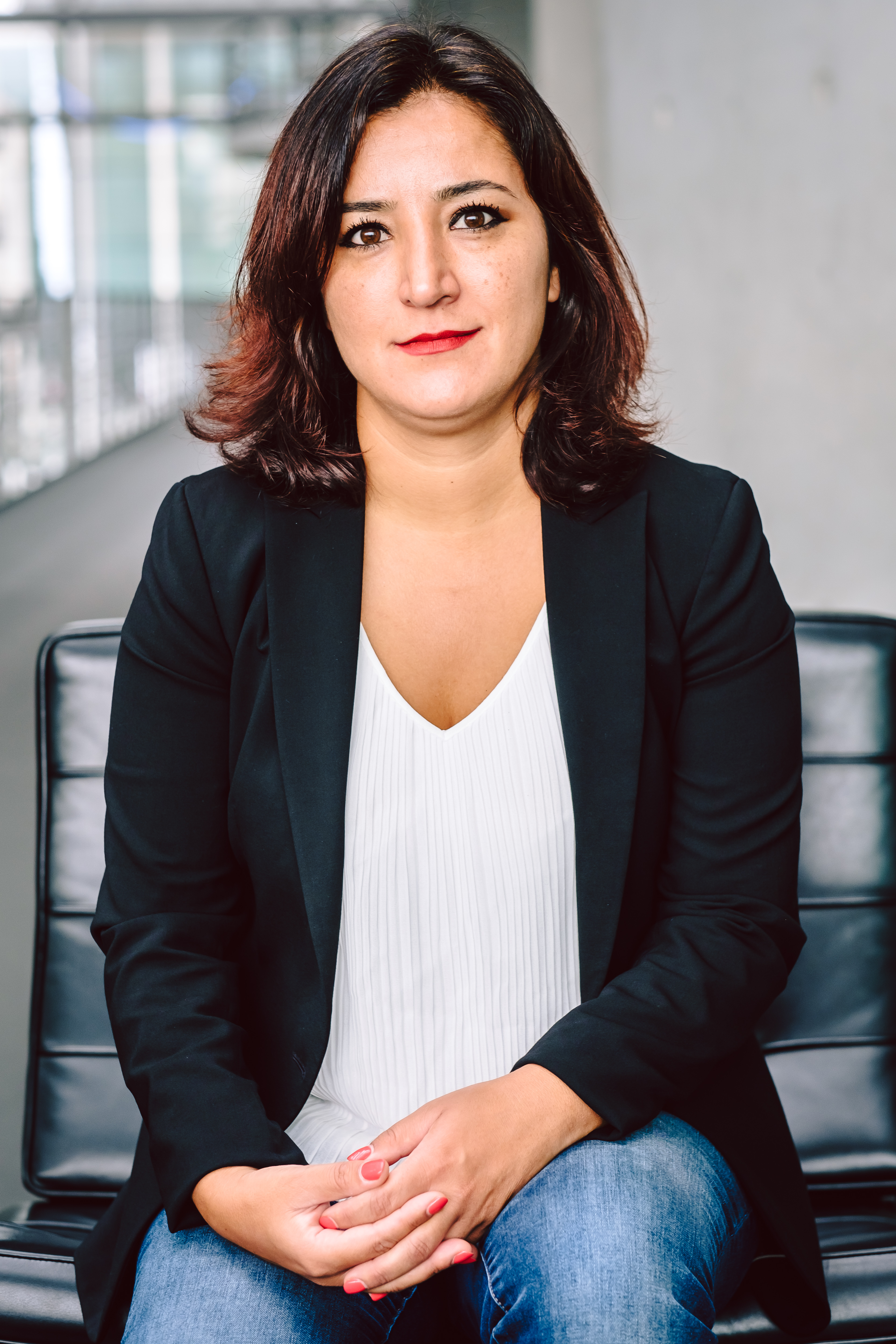
Gökay Akbulut (2018)

Gökay Akbulut (* 16. November 1982 in Pınarbaşı, Türkei) ist eine deutsche Politikerin. Sie ist seit 2017 Mitglied des Deutschen Bundestages für die Partei Die Linke.

## Leben und Beruf
Akbulut wurde 1982 in Pınarbaşı in der Türkei geboren und besuchte dort ab 1988 die Grundschule. Die Familie mit kurdisch-alevitischem Hintergrund verließ 1990 aus wirtschaftlichen und politischen Gründen das Land und beantragte in Deutschland Asyl. Die Akbuluts lebten dann etwa ein halbes Jahr in einer Flüchtlingsunterkunft und danach in der Nähe von Uelzen, bis sie nach Hamburg zogen.
Nach ihrem Abitur im Jahr 2003 am Gymnasium Hamm in Hamburg studierte Akbulut Politikwissenschaft, Soziologie und Öffentliches Recht an der Ruprecht-Karls-Universität Heidelberg und schloss 2008 mit einem Magister (M.A.) ab. Ebenfalls absolvierte sie ein Auslandssemester an der Concordia University in Montreal, Kanada. Sie absolvierte Praktika bei den Vereinten Nationen in New York und in den Büros der Bundestagsabgeordneten Alexander Ulrich und Heike Hänsel. Später arbeitete sie von 2010 bis 2011 als Dozentin im Bildungsbereich mit benachteiligten Jugendlichen sowie Neuzugewanderten. Von 2012 bis 2016 war Akbulut als freiberufliche Dozentin an der Mannheimer Abendakademie und Volkshochschule tätig. Von 2011 bis 2015 war sie Projektmitarbeiterin beim ESF-Projekt Übergang Schule Beruf für SchülerInnen mit Migrationshintergrund bei der Jugendagentur eG Heidelberg. Von 2016 bis 2017 arbeitete Akbulut als Referentin für Migration und Bildung bei der Rosa-Luxemburg-Stiftung Baden-Württemberg in Stuttgart.

## Politische Tätigkeiten

### Anfänge in Baden-Württemberg
Während ihrer Studienzeit engagierte sie sich beim Verband der Studierenden aus Kurdistan (YXK) und später bei Civaka Azad, dem kurdischen Zentrum für Öffentlichkeitsarbeit.
Akbulut ist seit 2006 Mitglied der Partei Die Linke. Seit 2012 ist sie Teil der Linken in Mannheim, davon vier Jahre im Vorstand des dortigen Kreisverbandes. In der Zeit von Mai 2014 bis Juni 2018 vertrat sie Die Linke im Mannheimer Gemeinderat, unter anderem im Ausschuss für Sicherheit und Ordnung, im Ausschuss für Bildung und Gesundheit und im Integrationsausschuss. Dabei war sie Integrations- und Migrationspolitische Sprecherin ihrer Fraktion. Zudem war sie Mitglied im Landesvorstand der Die Linke Baden-Württemberg und engagiert sich in der LAG Migration und Antirassismus, Frauenpolitik und Bildung. Bei der Landtagswahl in Baden-Württemberg 2016 war sie Spitzenkandidatin ihrer Partei und trat im Wahlkreis Mannheim I an. Die Linke verfehlte jedoch die Fünf-Prozent-Hürde.

### Einzug in den Bundestag 2017
Zur Bundestagswahl 2017 kandidierte Akbulut erstmals als Nachfolgerin von Michael Schlecht im Bundestagswahlkreis Mannheim I und wurde vom Landesverband auf Platz drei der Landesliste in Baden-Württemberg gewählt. Im September 2017 erhielt sie in ihrem Wahlkreis 7,4 Prozent der Erststimmen und zog über die Landesliste ihrer Partei in den 19. Deutschen Bundestag ein. Dort war sie eine von sechs linken Bundestagsabgeordneten aus Baden-Württemberg. Akbulut war Integrations- und Migrationspolitische Sprecherin der Linksfraktion. Sie war ordentliches Mitglied im Ausschuss für Recht und Verbraucherschutz und im Unterausschuss Europarecht. Des Weiteren nahm sie das Amt einer Schriftführerin wahr. Akbulut war außerdem stellvertretendes Mitglied im Ausschuss für Familie, Senioren, Frauen und Jugend, im Ausschuss für Inneres und Heimat und im Wahlausschuss. Sie war stellvertretendes Mitglied der Parlamentarischen Versammlung des Europarates.

### Erneuter Einzug in den Bundestag & Festnahme in der Türkei
Bei der Bundestagswahl 2021 erreichte sie im Bundestagswahlkreis Mannheim 4,8 % der Erststimmen und zog über den zweiten Platz der Landesliste ihrer Partei erneut in den Deutschen Bundestag ein. In dieser Legislatur war sie Obfrau im Familienausschuss und im Unterausschuss Bürgerschaftliches Engagement. Zudem war sie stellvertretendes Mitglied im Ausschuss für Ernährung und Landwirtschaft und in der Kinderkommission. Akbulut war außerdem stellvertretende Vorsitzende der Deutsch-Südkaukasischen Parlamentariergruppe sowie der Deutsch-Türkischen Parlamentariergruppe.
Akbulut, die einen Diplomatenpass besitzt, wurde am 3. August 2023 in Zusammenhang mit einer Reise in die Türkei am Flughafen Antalya aufgrund eines vorliegenden Haftbefehls der Staatsanwaltschaft Kayseri festgenommen und mehrere Stunden in Gewahrsam gehalten. Ihr wurde „Terrorpropaganda“ vorgeworfen. Das Auswärtige Amt teilte mit, die Bundesregierung habe sich nach Unterrichtung über die Festnahme „hochrangig, mit Nachdruck und auf verschiedenen Kanälen“ eingesetzt und ihre unverzügliche Freilassung erwirkt. Akbulut dankte dem Auswärtigen Amt für die schnelle Reaktion, wegen der sie nach einigen Stunden wieder freikam. Der Fall zeige, dass es in der Türkei aktuell „keine Gewaltenteilung gibt“, so Akbulut. Grund für die Festnahme waren vermutlich Beiträge in den Sozialen Medien von Akbulut, in denen sie die türkische Besetzung Nordsyriens kritisierte. Sie hatte sich in der Vergangenheit auch dafür eingesetzt, dass das Betätigungsverbot gegen die Arbeiterpartei Kurdistans (PKK) in Deutschland aufgehoben wird.

### Dritter Einzug in den Bundestag 2025
Im November 2024 wurde sie von der Linke Mannheim erneut als Kandidatin für die Bundestagswahl 2025 aufgestellt und ihr Landesverband nominierte sie auf Platz drei der baden-württembergischen Landesliste. In ihrem Wahlkreis erreichte sie 8,0 Prozent der Erststimmen und konnte über die Landesliste ihrer Partei zum dritten Mal in den deutschen Bundestag einziehen.
Dort ist sie Obfrau ihrer Fraktion im Ausschuss für wirtschaftliche Zusammenarbeit und Entwicklung sowie stellvertretendes Mitglied im Auswärtigen Ausschuss.

## Politische Positionen
2017 wurde die Beobachtung Akbuluts durch den Verfassungsschutz wegen ihres Engagements in der kurdischen Bewegung bekannt. Ihr wird vorgeworfen, Kontakte zu kurdischen Vereinen zu unterhalten, die der Terrororganisation PKK nahestehen. Nach eigenen Angaben geht Akbulut juristisch gegen die bereits 2007 begonnene Beobachtung vor und erhält Unterstützung von der Partei Die Linke im Bundestag sowie der baden-württembergischen Linkspartei.
In der Diskussion um die Ratifizierung des UN-Migrationspakts 2018 der Bundesregierung führte Akbulut in der eigenen Fraktion einen Streit an, der die gegensätzlichen Positionen innerhalb der Partei Die Linke aufwarf. Mit einem Antrag für die Ratifizierung des Pakts und damit gegen die Position der Fraktionsvorsitzenden Sahra Wagenknecht sorgte sie für Aufmerksamkeit.
Akbulut unterstützt die Schwesterpartei der Linken, die erdogankritische HDP, in der Türkei und forderte die Freilassung inhaftierter HDP-Politiker. Dafür erhielt sie sowohl im Juli 2020 als auch im Februar 2021 Morddrohungen.

## Mitgliedschaften
Akbulut ist unter anderem Mitglied der GEW, des Vereins Mehr Demokratie, der Rosa-Luxemburg-Stiftung und von attac. Außerdem engagiert sie sich als Vorstandsmitglied bei Mannheim sagt JA (Flüchtlingshilfe), dem Netzwerk kurdischer Akademiker sowie bei Cevi, dem kurdischen Frauennetzwerk. Sie engagiert sich beim Bündnis für Demokratie und Toleranz – gegen Extremismus und Gewalt.

## Vorfall in einem Intercity im Januar 2025
Ende Januar 2025 gab Akbulut an, in einem Intercity von Heidelberg nach Stuttgart von Fans des VfB Stuttgart rassistisch beleidigt und angegriffen sowie Opfer von sexueller Belästigung geworden zu sein. Anderslautenden Beschreibungen zufolge soll sie alkoholisiert in den Zug gestiegen sein. Daraufhin soll sie ihrerseits die Fußballfans gefilmt und fotografiert sowie mit Worten wie „Drecksnazis“ beleidigt und mit einer Flasche beworfen haben, ohne jedoch jemanden zu treffen. Als Reaktion hierauf wäre aus der Gruppe heraus eine Flasche in ihre Richtung geworfen worden, die sie dann im Gesicht verletzte. Akbulut gab an, die Fußballfans hätten im Vorfeld „Pro-AfD-Gesänge angestimmt“.
Zwei Monate später vermeldete die Staatsanwaltschaft Stuttgart, gegen Akbulut wegen des Verdachts auf versuchte gefährliche Körperverletzung zu ermitteln. Zudem stellte die Behörde beim Bundestag einen Antrag auf Aufhebung der Immunität der Politikerin, um gegen sie auch wegen Beleidigung ermitteln zu können. Dem Antrag gab der Bundestag Anfang Juni 2025 einstimmig statt.